# Pedro Giachino
Pedro Edgardo Giachino (né à Mendoza le 28 mai 1947 - mort le 2 avril 1982 à Port Stanley) est un officier de la marine argentine qui est le premier militaire tué au combat pendant la guerre des Malouines.

## Guerre des Malouines
Pedro Giachino est le chef d'un peloton du groupe de commandos amphibies et décède des suites de ses blessures à l'hôpital de Stanley après la bataille de Government House, qui a abouti à la reddition du gouverneur des Malouines Rex Hunt et du détachement des Royal Marines lors de l'invasion argentine de 1982.
Il a reçu à titre posthume la Croix de la Nation argentine pour vaillance héroïque au combat et est promu au grade de capitaine.

### Lieu de sépulture
Il a d'abord été enterré à Puerto Belgrano, mais en raison d'une lettre de sa fille de 13 ans au président Raúl Alfonsín en 1985, sa dépouille a été transférée à Mar del Plata, la ville natale de sa famille. La base navale de Mar del Plata était également le quartier général des forces qu'il dirigeait au combat au moment de sa mort.

## Violations présumées des droits de l'homme pendant la dictature de 1976
Un certain nombre de déclarations de témoins ont fait surface en 2011, accusant Pedro Giachino d'être le commandant de la répression illégale des militants dans la région de Zárate - Campana, dans le nord de la province de Buenos Aires, entre 1976 et 1977, pendant la sale guerre. L'un des principaux témoins, l'ancien sous-officier de marine Alfredo Molinari, a eu plusieurs accrochages avec Pedro Giachino après avoir été pris en possession de littérature de Karl Marx et a ensuite déserté son unité et s'est réfugié dans la maison de ses parents à Santiago del Estero. Un autre de ses accusateurs, Victor Basterra, un guérillero Montoneros, détenu à l'école de mécanique navale de Buenos Aires, a affirmé dans une interview que Pedro Giachino avait fait partie de l'appareil de sécurité. Des preuves indirectes le mentionnent également comme étant chargé de la sécurité extérieure de la base navale de Mar del Plata, à une époque où une partie des installations militaires servait de centre de détention et d'interrogatoire. Sa mort empêche toute autre enquête judiciaire, mais la pression des groupes de défense des droits de l'homme a contraint le conseil municipal de Mar del Plata à retirer son portrait de la chambre, où sont honorés à la fois les soldats tombés au combat de Mar del Plata et les victimes locales de la dictature argentine. Le 13 juillet 2011, le commandant à la retraite Fernando María Azcueta a annoncé qu'il rendrait le diplôme de citoyen méritoire qu'il avait reçu de la part des autorités de Mar del Plata, pour protester contre leur décision de retirer le portrait de Pedro Giachino de la salle principale.D'autres vétérans qui ont servi dans les sous-marins San Luis et Santa Fe ont également rendu leurs récompenses alors que la nouvelle de la décision d'Azcueta se répandait dans les médias sociaux.